# Raleigh Challenger 1979
Il Raleigh Challenger 1979 è stato un torneo di tennis facente parte della categoria ATP Challenger Series nell'ambito dell'ATP Challenger Series 1979. Il torneo si è giocato a Raleigh (Carolina del Nord) negli Stati Uniti dal 7 al 14 maggio 1979 su campi in terra verde.

## Vincitori

### Singolare
John Sadri ha battuto in finale  Charles Owens con il punteggio di 6–7, 6–2, 7–5

### Doppio
John Austin /  Billy Martin hanno battuto in finale  Chris Lewis /  Cliff Letcher con il punteggio di 6–2, 7–5